# Pak Jae-gyong
Pak Jae-gyong (박재경, né le 10 juin 1933) est un homme politique nord-coréen qui fut général dans l'Armée populaire de Corée, vice-ministre des forces armées, ainsi que membre du Comité central du Parti du travail de Corée. Il fut également délégué à la 12e Assemblée populaire suprême.
Avant sa carrière politique, il fut soldat dans l'armée et est d'ailleurs l'un des deux seuls survivants du commando du raid sur la Maison-Bleue, et le seul à réussir à retourner en Corée du Nord, l'autre, Kim Shin-jo, étant capturé.

## Biographie
Né au Hamgyong du Nord à l'époque où la Corée est sous occupation japonaise, Pak étudie au collège militaire et politique Kim Il-sung.
Pak est l'un des 31 hommes sélectionnés pour le raid sur la Maison Bleue de 1968 (appelé « incident du 21 janvier » en Corée du Sud), une tentative d'assassinat du président sud-coréen Park Chung-hee. Il est l'un des deux seuls survivants de la mission, l'autre étant Kim Shin-jo, et est le seul à parvenir à rejoindre le Nord.
En février 1985, il est nommé général de brigade et est fait chef du département de propagande du bureau général politique de l'Armée populaire de Corée (en). En 1989, il tient le rôle de commissaire politique du 4e corps de l'Armée populaire de Corée, et en janvier 1993, il est promu major-général. Au cours des élections partielles de décembre de la même année, Pak est élu fonctionnaire au Comité central du Parti du travail de Corée.
En juin 1994, Pak est promu au rang de lieutenant-général. En septembre de la même année, il est nommé directeur général du département de propagande du bureau général politique de l'armée. En août 1995, il est réélu à son poste du Comité central du parti. Il est promu général en février 1997.
En septembre 2000, Pak Jae-gyong accompagne Kim Yong-sun (en), alors vice-président du Comité pour la réunification pacifique de la patrie (en), lors d'un voyage en Corée du Sud sur l'invitation de Kim Dae-jung. Pak offre trois tonnes des fameux champignons de pin des monts Chilbo de la part de Kim Jong-il.
En 2007, Pak délivre un autre présent de champignons de pin, cette fois de quatre tonnes, au président Roh Moo-hyun. Il est suggéré que le choix de Pak est en partie dû à son implication dans le raid sur la Maison Bleue, et que le fait de l'envoyer est une façon de se moquer du Sud.
Depuis 2007, Pak est vice-ministre des forces armées, et en septembre 2010, il est nommé membre au comité central du parti du travail de Corée.
Pak est délégué aux 10e et 11e Assemblées populaires suprêmes et, depuis avril 2009, de la 12e Assemblée populaire suprême.
Au fil des années, Pak a été membre du Comité funéraire national pour les décès de Kim Il-sung, O Jin-u, Yon Hyong-muk, Pak Sung-chul, Jo Myong-rok et Kim Jong-il.